# Чернышова, Венера Михайловна
Вене́ра Миха́йловна Чернышо́ва (род. 5 марта 1954, Молотов) — советская лыжница и биатлонистка, первая чемпионка мира по биатлону, абсолютная победительница первого женского Чемпионата мира по биатлону 1984 в Шамони (золото в спринте, индивидуалке и эстафете), в общей сложности семикратная победительница мировых первенств, вице-чемпионка в спринте и двукратный бронзовый призёр чемпионата мира.